# Ropica kasaiensis
Ropica kasaiensis là một loài bọ cánh cứng trong họ Cerambycidae.